# 北ウクライナ軍集団
北ウクライナ軍集団(きたウクライナぐんしゅうだん、独:Heeresgruppe Nordukraine)は、ドイツ軍の主要な軍隊編成の一つである。1944年4月にエーリッヒ・フォン・マンシュタイン陸軍元帥が指揮していた南方軍集団から分離、改称する形で成立した。同時にヴァルター・モーデル陸軍元帥がマンシュタインの後を継ぎ指揮官に就任した。1944年4月段階で第1装甲軍と第4装甲軍によって構成されていた。1944年7月、リヴォフ＝サンドミール作戦中にソヴィエト軍の第1ウクライナ戦線と交戦し、8月には第4装甲軍は第17軍とともにウクライナ・ガリツィアのカルパティア山脈とプリピャチ沼沢地の間で戦闘を繰り広げている。9月、北ウクライナ軍集団はA軍集団へと改称した。

## 構成
1944年7月15日のもの。

### 第4装甲軍
- 第XXXXVI装甲軍団
- 第XXXXII軍団
- 第LVI装甲軍団
- 第VIII軍団

### 第1装甲軍
- 第LIX軍団
- 第XXIV装甲軍団
- 第XXXXVIII装甲軍団
- 第III装甲軍団
- 第20装甲擲弾兵師団
- 第14SS擲弾兵師団

### ハンガリー第1軍
- 第VIハンガリー軍団
- 第XI軍団
- 第VII軍団
- 第2ハンガリー山岳旅団
- 第19ハンガリー予備師団
- 第2ハンガリー装甲師団
- 戦闘団 第19SS装甲擲弾兵師団